# 火山渣錐

典型火山渣錐的內部構造示意圖

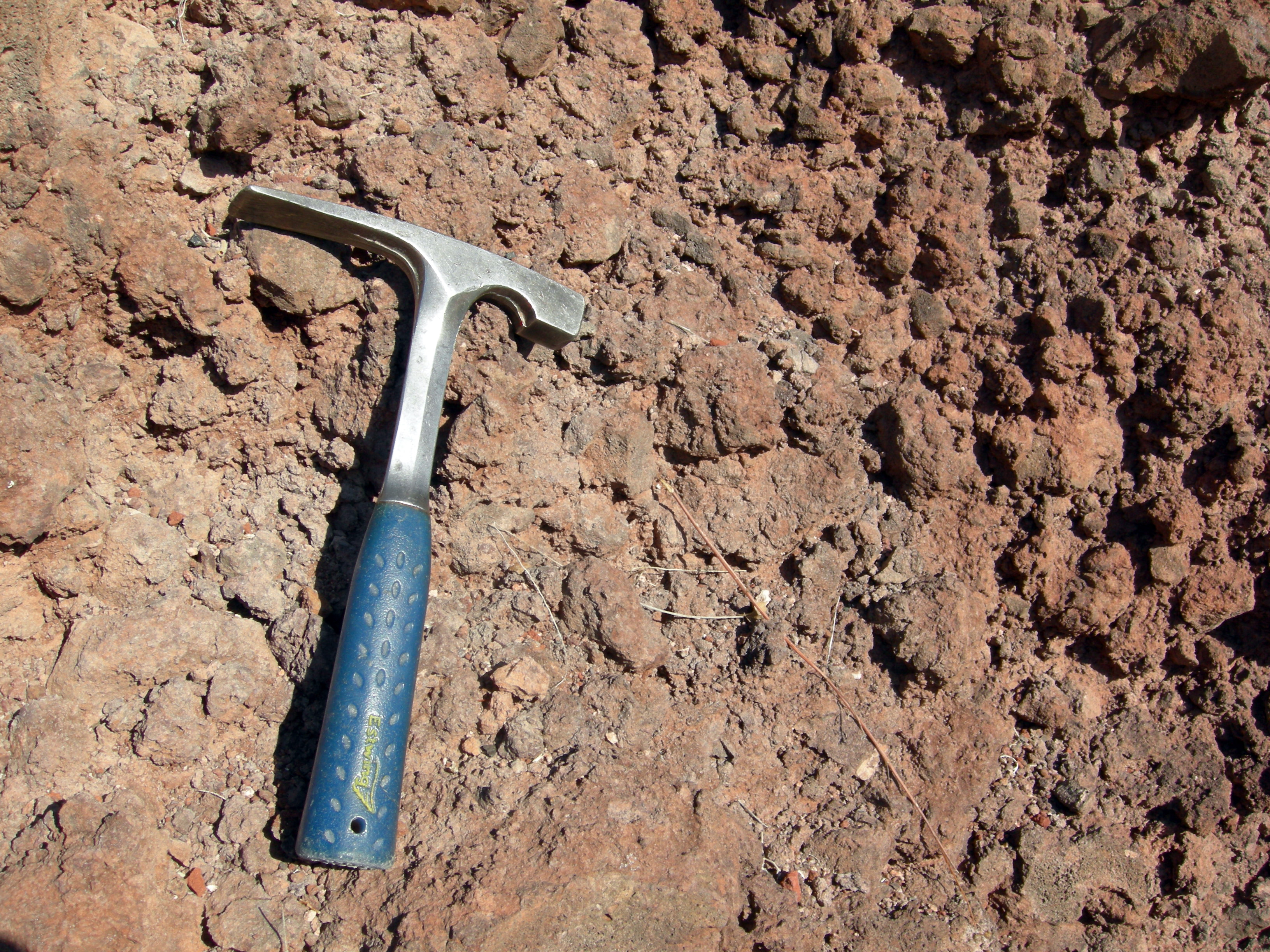
更新世岩形成的火山渣錐，美國亞利桑那州聖貝納迪諾谷 (亞利桑那州)

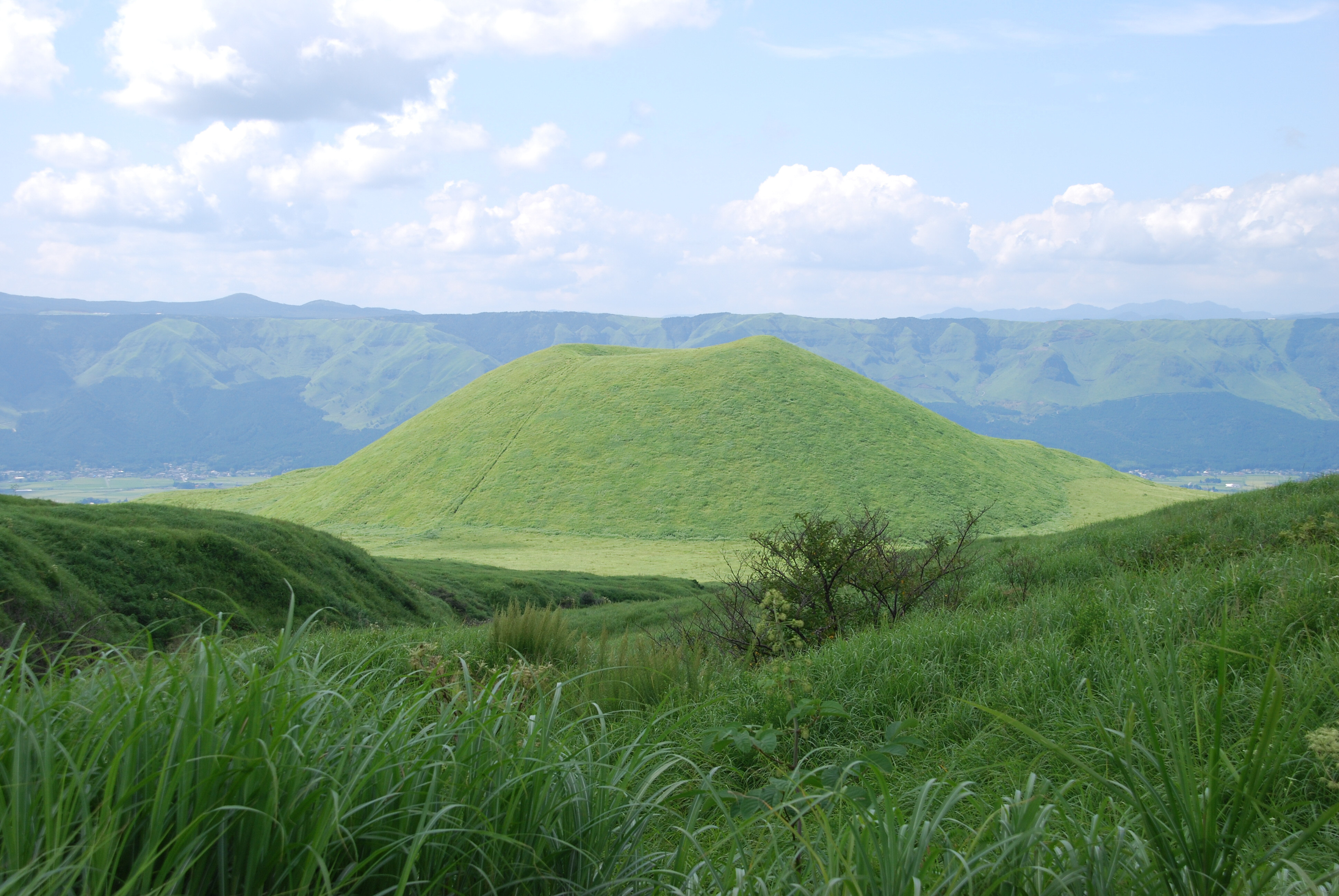
日本熊本縣阿蘇山的米塚

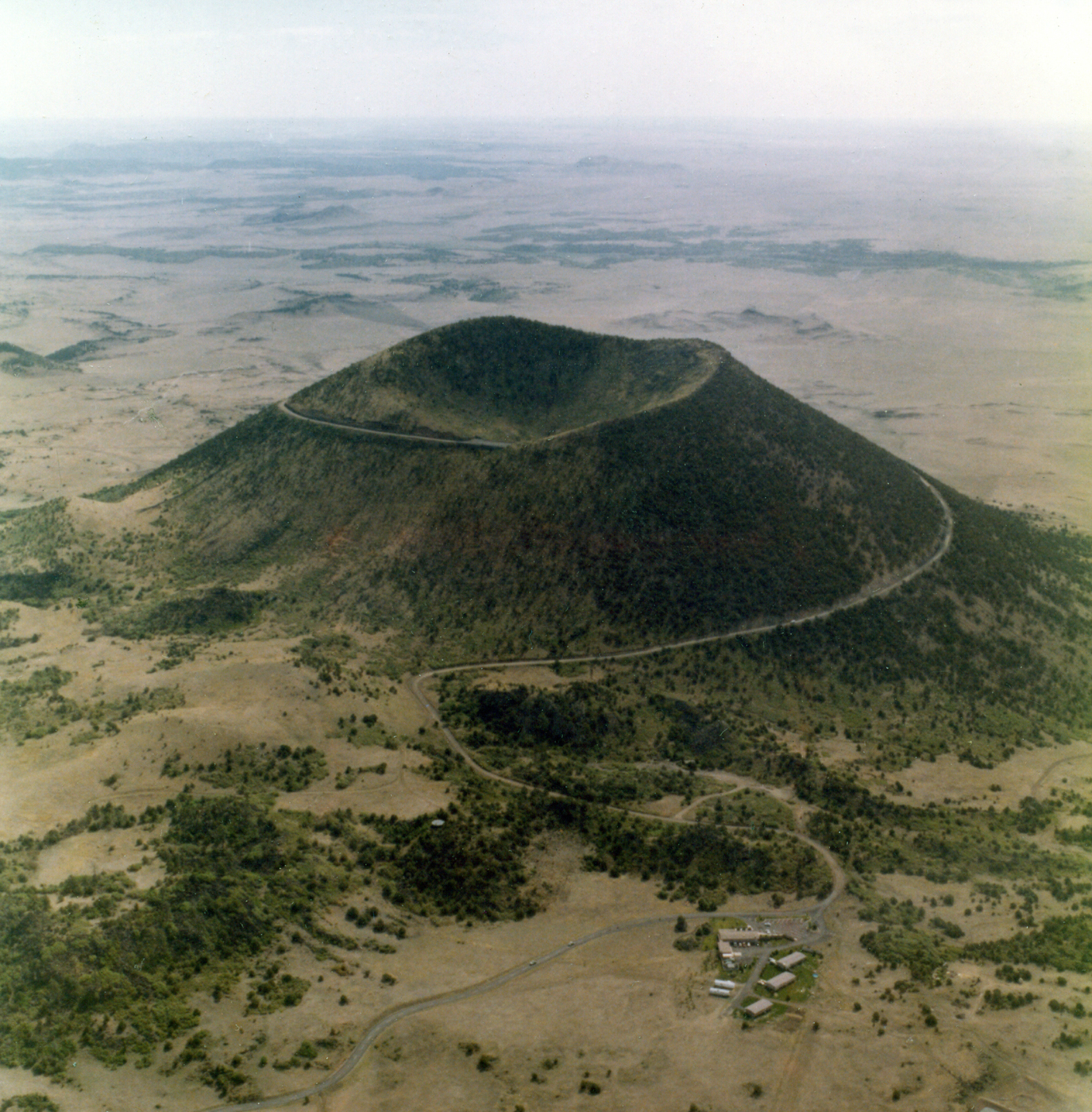
美國新墨西哥州卡普林火山的火山渣錐

火山渣錐是指火山口周圍由火成岩屑或火山渣等火山的噴出物質堆積而成的山丘。

## 機制
火山渣等火山碎屑是火山渣錐的構成物。 火山渣錐一般高度為幾十米到數百米之間。 大部份火山渣錐在頂部都有一個碗形的火山口。
在火山渣錐的不活躍期，岩漿中的氣泡漸漸消失，并停止噴發。 而火山渣錐本身也因為構造太為鬆散而無法支撐劇烈的噴發。 愈來愈稠密的岩漿會從鬆散的火山渣錐底部滲出在其周圍形成一道熔岩流。滲出停止時，火山錐扎就像是一個湖中的島。

## 發生
火山堆渣一般出現在盾形火山、成層火山和破火山口的兩翼。在夏威夷盾形火山莫納克亞的兩翼，地質學家們發現了將近100座火山渣錐。
帕里庫廷火山是最著名的火山渣錐之一，1943年它出現在墨西哥的一塊玉米田裡。其噴發總共持續了九年時間，最後形成的火山渣錐高達424（1,391英尺），形成了25平方（9.7平方英里）的熔岩流。
地球歷史上最活躍的火山渣錐是尼加拉瓜的塞罗内格罗。它是拉斯皮拉斯火山西北的四組年親火山渣錐之一，首次噴發於1850年，迄今共噴發20多次，其中大部份位於1995年至1999年間。